# Жіноча збірна Болгарії з хокею із шайбою
Жіноча збірна Болгарії з хокею із шайбою — національна жіноча команда, що представляє Болгарію на міжнародних змаганнях з хокею. Наразі займає 33-е місце у світовому рейтингу та виступає в дивізіоні ІІІ B чемпіонату світу з хокею. У Болгарії налічується 49 хокеїсток.

## Історія
Болгарська жіноча збірна з хокею брала участь у небагатьох міжнародних турнірах. Перший виступ збірної припав на кваліфікаційний олімпійський турнір. Зіграли чотири гри проти збірних Словаччини, Хорватії, Італії та Латвії. Програли усі чотири матчі та не змогли кваліфікуватися на Олімпіаду. Результати матчів: програли Латвії 0:39, Хорватії 1:30, Італії 0:41, та рекордна поразка 0:82 Словаччині. Єдиний гол закинула Ольга Господінова асистували їй Еліна Димитрова та Софія Ілічева.

## Результати

### Виступи на чемпіонатах світу
- 2011 – 3 місце (Дивізіону V)
- 2013 – 2 місце (Дивізіону ІІ B кваліфікація)
- 2014 – 3 місце (Дивізіону ІІ B кваліфікація)
- 2017 – 4 місце (Дивізіону ІІ B кваліфікація)
- 2018 – 4 місце (Дивізіону ІІ B кваліфікація)
- 2019 – 5 місце (Дивізіону ІІ B кваліфікація)
- 2020 – 4 місце (Дивізіону III)
- 2022 – 3 місце (Дивізіон III A)
- 2023 – 5 місце (Дивізіону III A)
- 2024 – 6 місце (Дивізіону III A)
- 2025 – 1 місце (Дивізіону III B)

Жіноча збірна Болгарії не брала участі у чемпіонатах Європи та Олімпійських хокейних турнірах.